# Julius Hay

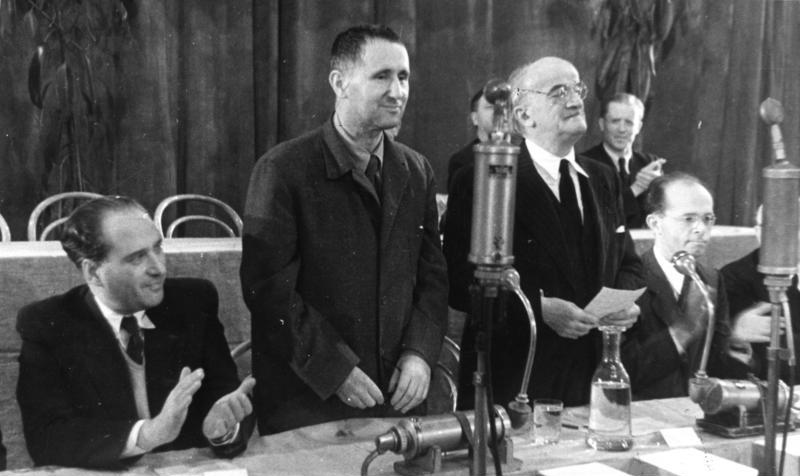
Von links nach rechts: Julius Hay, Bertolt Brecht, Ernst Legal, Alexander Abusch (1948)

Julius Hay (eigentlich Gyula Háy; * 5. Mai 1900 in Abony, Königreich Ungarn, Österreich-Ungarn; † 7. Mai 1975 in Ascona, Schweiz) war ein ungarisch-österreichischer kommunistischer Dramatiker.

## Leben
Neben Dramen schrieb Hay auch Hörspiele und übersetze Dramen von Johann Wolfgang von Goethe, Johann Nestroy und Arthur Schnitzler unter anderem ins Ungarische.
Während sich Lion Feuchtwanger für den jungen Dramatiker sehr einsetzte, kritisierte Bertolt Brecht Hays später weltbekannt gewordenes Stück „Haben“ grundsätzlich.
1919 diente er der Ungarischen Räterepublik und war als Propagandist im Volkskommissariat für Unterricht tätig. 1920 begann er in Dresden Bühnenarchitektur zu studieren. Seit 1929 wohnte er in Berlin und schloss sich der kommunistischen Bewegung an. Bereits nach der Aufführung seines Stücks „Gott, Kaiser, Bauer“ in Berlin 1932 verlangten die Nationalsozialisten seine Ausweisung aus Deutschland. Nach deren Machtergreifung musste er das Land dann verlassen und gelangte über Wien (1933) und Zürich (1934) 1935 nach Moskau. Während der Stalinschen Säuberungen beteiligte er sich nicht an der Denunzierung anderer aus Deutschland emigrierter Schriftsteller; in seinen 1971 erschienenen Erinnerungen hat er später über die Repressionen der Stalinzeit berichtet. Hay nahm eine kritischere Haltung gegenüber der Diktatur Stalins ein. Nach der Schlacht von Stalingrad 1943 fing er an, sich um ungarische Kriegsgefangene zu kümmern. Von 1944 an war er neben Imre Nagy und Mátyás Rákosi Redakteur eines Propagandasenders für Ungarn. Nach dem Krieg 1945 kehrte er nach Ungarn zurück, wo er als Professor an der Theater- und Filmhochschule tätig war. Mit seinem Pamphlet „Warum mag ich den Genossen Kucsera nicht“ wurde Hay einer der Wortführer und geistigen Wegbereiter des Ungarischen Volksaufstandes von 1956. Er wurde verhaftet, saß bis 1960 im Gefängnis und ging dann ins Exil. Nach seiner Abschiebung wurde er zum Präsidenten des Exil-PEN Clubs gewählt.
Bei der Uraufführung von „Haben“ im August 1945 am Wiener Volkstheater kam es zum ersten Theaterskandal nach dem Krieg und sogar zu einer Saalschlacht im Parkett, als während einer Szene von der Dorfhebamme Képés, gespielt von Dorothea Neff, unter einer Madonnenstatue Gift versteckt wurde und Schüler des katholischen Piaristengymnasiums und Angehörige der ehemaligen Hitlerjugend Tumulte vom Zaun brachen. Mitgliedern des Theaters und Kulturstadtrat Viktor Matejka gelang es, die Situation zu beruhigen.
Seine letzten Lebensjahre verbrachte Hay im Tessin in der Schweiz.

## Werke (Auswahl)
- Gott, Kaiser, Bauer. Schauspiel. Uraufführung 1932, Breslau
- Haben. Schauspiel. Entstanden 1938, Uraufführung 1945, Budapest (Fernsehverfilmung 1964 von Rolf Hädrich; mit Therese Giehse, Ingmar Zeisberg u. a.)
- Gerichtstag. Tragödie. Uraufführung 1945, Berlin
- Energie. Schauspiel in drei Akten. Henschelverlag, Berlin 1952
- Der Putenhirt. Tragikomödie. Uraufführung 1954, Berlin
- Das Pferd. Komödie. Uraufführung 1964, Salzburg
- Gáspár Varrós Recht. Schauspiel. Uraufführung 1965, Wuppertal
- Der Großinquisitor. Uraufführung 1969, Wien
- Mohács. Tragödie. Uraufführung 1970, Luzern
- Julius Hay geboren 1900, Aufzeichnungen eines Revolutionärs. 1971 (Autobiografie)